# 투표율

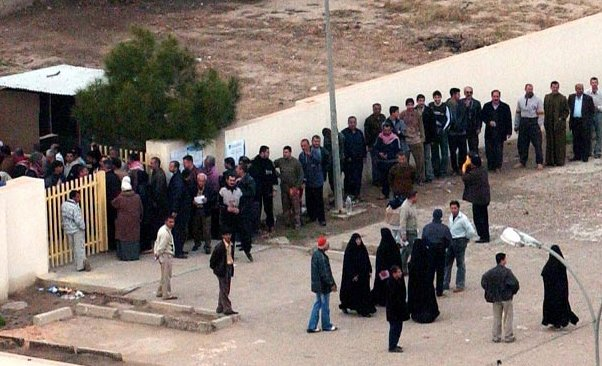
바그다드 투표소 밖에 줄을 서 있는 유권자들. 2005년 이라크 총선. 광범위한 폭력 사태에도 불구하고 투표율이 높은 것으로 평가되었다.

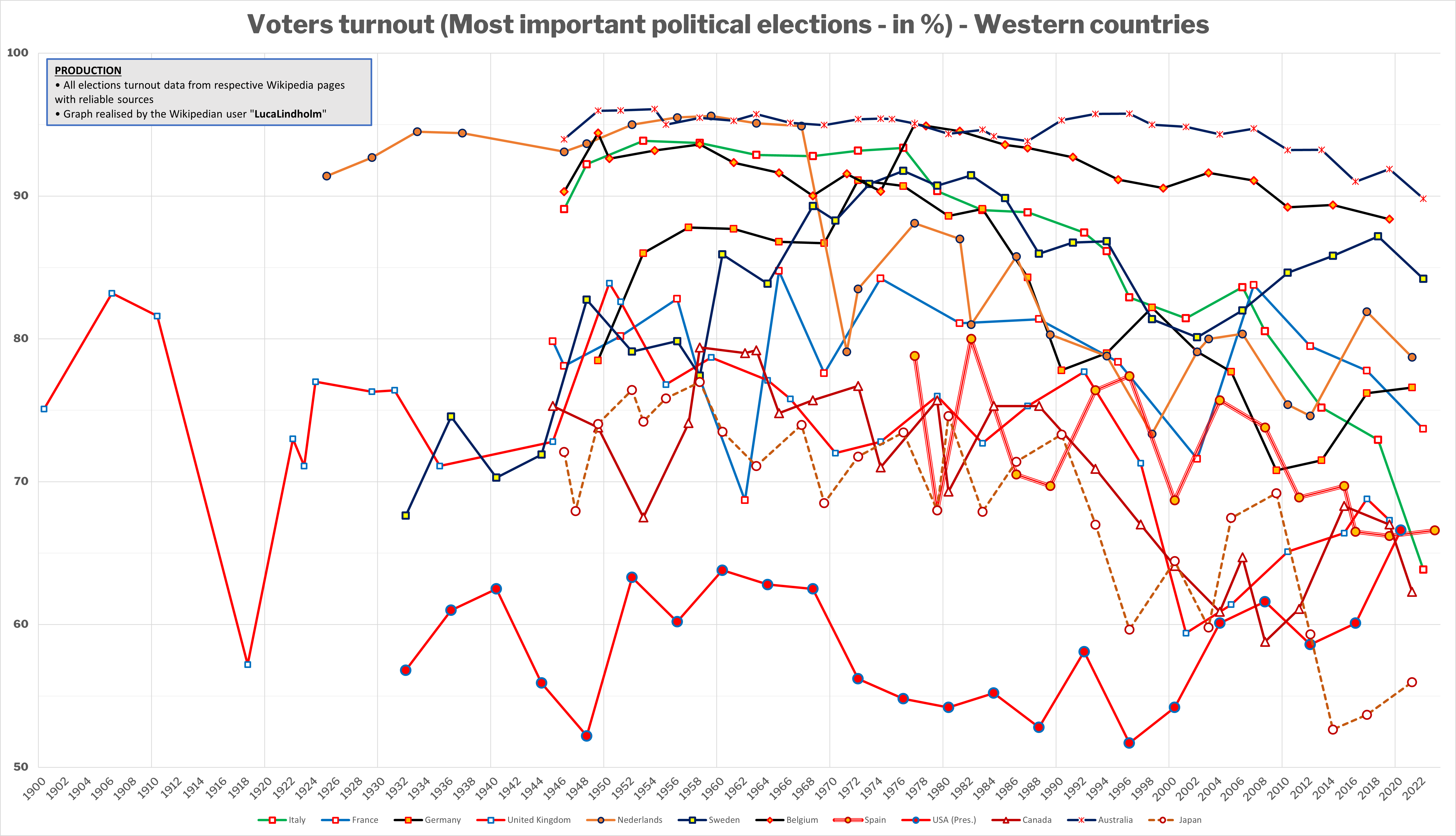
서방 국가 선거의 투표율

투표율은 전체 유권자 수에 대한 투표자 수의 비율이다. 이는 일반적으로 등록된 유권자, 투표 자격이 있는 유권자 또는 모든 선거연령에 해당하는 사람들에 대한 투표자 수의 비율로 나타낸다.
의무투표제를 채택하여 기권에 벌금을 부과하는 일부 국가나 북유럽 국가인 스웨덴 등이 높은 투표율을 보이고 있다.

## 중요성
사회의 일부 계층은 다른 계층보다 투표할 가능성이 더 높다. 투표율이 90%에 가까워질수록 투표자와 비투표자 간의 상당한 차이가 줄어들지만, 투표율이 낮은 선거에서는 투표자와 비투표자 간의 차이가 극적으로 나타날 수 있다.
특정 선거 결과의 변화보다 더 중요한 것은 투표율이 민주주의의 기능에 장기적으로 막대한 영향을 미친다는 것이다. 예를 들어, 규제 포획은 투표율이 낮은 민주주의 국가에서 더 많이 발생하여 선거 간소화와 같은 대중적인 민주적 개혁을 방해하는 경향이 있다.

## 투표율 측정

### 분자
서명자 수: 투표소에 서명했지만 투표하지 않은 사람들도 포함한다.
투표 수: 작성 여부나 유효 여부에 관계없이 투표된 총 투표 수이다.
수용된 투표 수: 무효표를 제외한 수용된 투표 수를 나타내지만, 일부 지역에서는 다른 결함 없이 제출된 공란 투표지도 포함된다.
작성된 투표 수: 수용된 투표지 중 작성된 투표지만을 의미한다. 이 수치는 가장 작은 분모가 되지만 선거 결과에 영향을 미치는 투표지만을 집계한다.
보통 분모로는 투표소를 방문한 유권자 수, 제출된 투표용지 수, 개표된 투표 수가 같을 것이라고 생각하지만 실제로는 그렇지 않다. 투표소에 도착했어도 자격 미달로 거부되거나, 잘못 거부되거나, 투표명부에 서명만 하고 실제로 투표용지를 제출하지 않은 경우가 있다. 또한 투표용지를 제출했더라도 일부러 기권하거나 실수 또는 항의 표시로 무효표를 내는 경우도 있다.
영국에서는 선거관리위원회가 무효표를 제외한 ‘유효투표율’과 무효표를 포함한 ‘투표함 투표율’을 구분한다.
미국에서는 실제 투표소를 찾은 유권자 수나 무투표(undervote), 중복투표(overvote) 수를 집계해 보고하지 않는 지역이 많기 때문에 보통 투표용지의 최상단 선거(대통령이나 주지사 등)에 대한 투표 수를 기준으로 투표율을 산출한다. 잘 관리된 선거에서는 중복투표율이 보통 0.3% 정도지만, 2000년 11월 플로리다주 갓스던 카운티에서는 중복투표율이 11%에 달한 바 있다.

### 분모
총인구: 연령, 시민권 상태 또는 투표 자격에 영향을 미치는 기타 요인과 관계없이 특정 지역에 거주하는 모든 사람. 이는 보편적 선거권에 얼마나 근접했는지에 대한 접근 가능한 지표라는 장점이 있다.
투표 연령 인구: 법적 투표 연령 이상의 모든 사람으로, 시민권 상태 또는 투표 자격에 영향을 미칠 수 있는 기타 요인과 관계없다. 이는 '유권자 자격자'보다 측정하기 쉽다는 장점이 있다.
유권 자격자: 현재 법률에 따라 투표가 허용된 모든 유권자를 측정하며, 일부 지역에서는 등록하지 않거나 재등록하지 않은 사람들도 포함한다. 이는 더 많은 범주의 사람들이 참정권을 박탈당할 수 있고, 비거주 유권자를 포함할 수 있기 때문에 측정하기 더 어렵다.
등록 유권자: 이 측정은 등록된 모든 유권자를 말한다. 이는 측정하기 쉽고 쉽게 접근할 수 있다는 장점이 있지만, 복잡한 등록 또는 재등록 절차와 같은 장벽으로 인해 등록할 의사가 없거나 등록할 수 없는 사람들은 간과한다.
예를 들어 미국에서는 누가 투표할 자격이 있는지에 대한 정확한 등록부가 없는데, 이는 인구의 약 70~75%만이 스스로 등록을 선택하기 때문이다. 따라서 투표율은 인구 추정치를 기반으로 계산해야 한다. 일부 정치학자들은 이러한 측정이 미국 내 많은 수의 영주권자(그린 카드 소지자), 불법 이민자, 참정권이 박탈된 중범죄자 및 '정신적으로 무능력한' 것으로 간주되는 사람들을 제대로 설명하지 못한다고 주장했다. 투표율은 투표 연령 인구가 아닌 자격 기준으로 측정될 경우 모든 곳에서 더 높을 것이다.
참정권에 대한 제약이 적은 국가에서도 투표연령 인구 투표율 데이터는 여전히 많은 수의 비시민권자 거주자 및 비거주 시민 투표에 의해 영향을 받을 수 있으며, 종종 투표율을 최대 10%포인트까지 낮게 보고하는 경향이 있다. 마이클 P. 맥도날드 교수는 '투표연령 인구'(VAP) 대신 '투표 자격 인구(VEP)'에 대한 투표율 추정치를 구성했다. 2004년 미국 대통령 선거의 경우, 투표율은 투표연령 인구의 55.27%가 아닌 투표 자격 인구의 60.32%로 표현될 수 있었다.

## 변화 요인
여러 요인이 투표율에 영향을 미친다. 의무투표제를 시행하면 투표율이 직접적이고 극적으로 상승하는 반면, 별도의 등록 절차나 불필요하게 많은 선거 일정 등 투표에 장벽을 두면 투표율이 억제된다. 또한 민주주의가 ‘1인 1표’에 가까울수록 유권자들이 자신의 투표가 영향력이 있다고 느껴서 투표율이 증가하는데, 이는 비례대표제를 채택한 의회민주주의 국가에서 더 높은 투표율로 나타난다.
한동안 갤럽은 누가 투표를 할지를 예측하기 위해 투표의향, 등록 상태, 과거 투표 빈도, 투표소 위치 인식, 정치 전반에 대한 관심, 특정 선거에 대한 관심, 후보 선호 강도 등을 조사해왔다.
1985년경부터 전 세계적으로 선거연령인구 기준의 투표율이 점차 감소하는 것으로 나타나고 있다. 그러나 2001년 미국정치학회지에 발표된 마이클 맥도날드와 새뮤얼 팝킨의 연구에 따르면, 미국의 경우 1972년 이후 유권자 자격을 갖춘 사람들(voting-eligible population)을 기준으로 계산했을 때 투표율이 실제로 감소하지 않았다고 주장했다. 1972년에는 선거연령인구 중 비시민권자와 선거권이 박탈된 중범죄자(주별 법률에 따라 달라짐)가 약 2%였으나, 2004년에는 이 비율이 거의 10%에 달했다. 이런 유권자 자격 미달 인구는 지역별로 고르게 분포하지 않는데, 예를 들어 캘리포니아주의 선거연령인구 중 20%가 투표권이 없다. 따라서 주별 투표율 비교가 어렵다. 또한 미국 인구조사국의 현재인구조사(Current Population Survey)를 보면, 청년층의 투표율은 낮지만 1972년(당시 18~20세가 대부분의 주에서 처음 투표권을 얻었던 해)의 높은 청년 투표율을 제외하면 청년 투표율이 실제로는 감소하지 않았다.
정당의 자발적 참여나 시청회의 참관 등 다른 형태의 정치참여도 감소해왔다. 동시에 교회 출석, 직업·친목·학생회, 청소년 단체, 학부모회 참여도 줄어들었다. 일부 연구자들은 자동차 보급, 교외 주거, 가정용 오락기기의 폭발적 증가 등이 공동체 붕괴로 이어져 시민참여가 약화되었다고 주장한다. 퍼트넘은 텔레비전 시청 증가가 미국의 사회적 자본 감소의 최대 절반 정도를 직접적으로 설명할 수 있다고 주장했다. 반면 불매운동, 시위 참여, 정치 자금 기부 등 일부 형태의 참여는 증가했다.
투표참여 감소 원인으로 많은 이론이 제시되었지만, 이 단락에서 제시된 모든 이유는 여전히 논란의 대상이다. 투표하지 않는 이유를 묻는 질문에 많은 사람들은 여가시간이 부족하다고 대답한다. 하지만 보수성향 싱크탱크 헤리티지재단의 제임스 셔크는 연구결과를 인용해 실제 여가시간은 줄지 않았는데, 사람들이 여가가 줄었다고 느끼는 것이 투표참여 감소로 이어졌다고 주장한다. 주지사 선거에서는 임금과 고용이 투표율을 낮추는 반면, 전국 선거에서는 영향을 미치지 않는 것으로 보인다. 최근 몇십 년간 지리적 이동성이 증가해 유권자가 새로 이사 온 지역에서 후보자나 쟁점에 대한 정보가 부족해 투표를 어렵게 만들기도 한다. 민주주의 공고화(새로운 민주주의의 안정화)가 투표율 감소를 초래한다는 주장도 있었지만, 2017년의 한 연구에서는 이를 반박했다.

### 투표 용이성
투표율을 높이기 위해 투표를 더 쉽게 만드는 다른 방법으로는 우편 투표, 부재자 투표 및 투표소 접근성 향상, 예를 들어 투표소 수 증가, 유권자 대기 시간 단축, 또는 기업에 투표일 휴가 제공 의무화 등이 있다. 2017년 연구에 따르면 투표소가 일찍 열릴수록 노년층 유권자의 투표율이 증가하는 반면, 투표소가 오래 열려 있을수록 젊은 유권자의 투표율이 향상되는 것으로 나타났다.
Electoral Studies의 2017년 연구에 따르면, 반송 봉투의 우편 요금을 선불로 지불하여 유권자를 위한 우편 투표 비용을 절감한 스위스 칸톤(원래 85 스위스 프랑 센트의 비용이 들었음)은 "통계적으로 유의미한 1.8% 포인트의 투표율 증가"와 관련이 있었다. American Journal of Political Science의 2016년 연구에 따르면, 젊은 시민들이 투표 자격이 되기 전에 등록할 수 있도록 하는 사전 등록은 투표율을 2~8% 포인트 증가시켰다. Social Science Quarterly의 2019년 연구에 따르면, 워싱턴주에 우편 투표 시스템을 도입한 것이 투표율 증가로 이어졌다. Social Science Quarterly의 또 다른 2019년 연구에서는 온라인 유권자 등록이 투표율을, 특히 젊은 유권자들 사이에서 증가시키는 것으로 나타났다. Political Behavior의 2020년 연구에 따르면, 선거 관리자들이 미등록 유권자들에게 보낸 단 한 장의 엽서가 등록률을 1%포인트, 투표율을 0.9%포인트 높였으며, 특히 젊은 초선 유권자들에게 가장 큰 효과를 보였다.
투표함 설치는 투표율을 높인다.
British Journal of Political Science의 2018년 연구에 따르면, 캐나다 온타리오의 지방 선거에서 인터넷 투표는 투표율에 미미한 영향을 미쳐 3.5%포인트 증가시키는 데 그쳤다. 연구 저자들은 이 결과가 "인터넷 투표가 낮은 투표율 위기를 해결할 가능성이 낮으며, 비용 논리가 최근 투표율 감소를 완전히 설명하지 못한다는 것을 의미한다"고 말한다.

### 유권자 피로
선거가 잇따라 많이 치러지면 대중이 참여에 지쳐 투표율이 낮아지는 경향이 있다. 낮은 투표율을 보이는 스위스에서는 일반 유권자가 연평균 7회 투표소에 초청된다. 미국은 연평균 2회 투표(예: 지방 정부 및 예비 선거)로 선거가 잦다. 비주기 선거를 없애는 것은 유권자들에게 인기가 많으면서 투표율을 높인다. 유권자 피로의 또 다른 형태는 유권자들이 수십 개의 경쟁에 대해 고심해야 할 때 발생하며, 이는 미국 일부 지역에서 발생한다.

### 유권자 등록
미국과 대부분의 라틴 아메리카 국가에서는 유권자가 투표할 수 있도록 별도의 유권자 등록 절차를 거쳐야 한다. 이 두 단계 과정은 투표율을 명확히 감소시킨다. 등록 요건이 없거나 더 쉬운 미국의 주들은 더 높은 투표율을 보인다.
매우 효율적인 등록 절차를 가진 나라는 프랑스이다. 18세가 되면 모든 청소년은 자동으로 등록된다. 새로운 거주자와 이사한 시민만이 등록 정보를 업데이트하는 비용과 불편을 부담해야 한다. 마찬가지로 노르딕 국가에서는 모든 시민과 거주자가 공식 인구 등록부에 포함되는데, 이는 동시에 세금 명부, 유권자 등록, 보편적 의료 시스템의 회원 자격을 나타낸다. 거주자는 이사 후 짧은 시간 내에 주소 변경 사항을 등록부에 보고해야 한다. 이것은 독일의 시스템과도 유사하다(의료 시스템 회원 자격은 제외). 스페인 또한 "Padrón Municipal de Habitantes"라고 불리는 유사한 시스템을 가지고 있으며, 이는 지방 자치 단체에서 관리한다. 사람들은 지역 거주자로 Padrón에 등록한다(스페인에 거주하는 모든 사람은 어느 한 지방 자치 단체에 등록해야 한다). Padrón은 대부분의 지방, 지역 및 국가 정부 서비스를 제공하는 데 사용된다. 또한 선거 등록부로도 기능한다. 중복을 피하고 인구 통계에 대한 통계를 수집하기 위해 Padrón은 국가 정부 기관인 INE(Instituto National de Estatística)의 감독을 받는다. La Oficina Electoral del Censo는 INE의 일부로서 선거인 명부를 작성하는 일을 담당하는 부서이다. 18세 이상의 모든 스페인 시민 또는 EU 거주자는 자동적으로 유권자 등록부에 포함된다.

### 의무투표제
투표율에 강하게 영향을 미치는 요인 중 하나는 투표가 의무적인지 여부인데, 의무투표제를 시행하는 국가들은 투표율이 훨씬 높은 경향이 있다. 예를 들어, 오스트레일리아에서는 1920년대부터 유권자 등록과 투표소 출석이 의무화되었으며, 2016년 연방 선거에서는 하원 91%, 상원 91.9%의 투표율을 기록했다. 싱가포르의 2020년 싱가포르 총선 투표율은 95.81%로, 1997년 95.91% 이후 최고치를 기록했다. 이는 2011년 총선의 역대 최저치인 93.06%에서 증가한 수치이다.
투표를 하지 않은 것에 대한 처벌이 항상 엄격하게 시행되는 것은 아니며, 투표 불참자에 대한 제재는 종종 경미하다. 예를 들어, 그리스에서는 70세 이하 성인에게 명목상 투표가 의무화되어 있지만, 투표를 하지 않은 사람에 대해 기소된 적은 없으며, 2015년 9월 그리스 총선에서는 투표율이 57%까지 떨어졌다. 오스트레일리아에서는 투표를 하지 않는 사람에게 소액의 벌금이 부과되지만, 투표 불참에 대한 많은 합당한 변명 중 하나를 제공하면 쉽게 면제된다. 그러나 볼리비아에서는 유권자가 선거에 참여하지 않으면 3개월 동안 은행에서 월급을 인출할 수 없게 될 수도 있다.

### 중요성
마크 N. 프랭클린은 개인의 투표가 국가 운영 방식에 미치는 영향으로 인식되는 중요성(salience)이 투표율에 상당한 영향을 미친다고 주장한다. 그는 스위스를 낮은 중요성을 지닌 국가의 예로 제시한다. 스위스의 행정은 고도로 분권화되어 있어 연방 정부의 권한이 제한적이다. 중요한 결정은 또한 국민투표를 통해 국민에게 제출된다. 따라서 연방 의회에 대한 개별 투표는 복잡한 시스템의 네트워크에 큰 영향을 미 미칠 가능성이 적으며, 이는 그 복잡한 민주주의에서 평균 투표율이 낮은 이유를 부분적으로 설명한다. 반면, 세계에서 가장 높은 투표율을 보이는 국가 중 하나인 몰타는 대부분의 정치 권력을 가진 단일 입법부를 가지고 있다. 몰타는 양당제를 채택하고 있어 투표의 작은 변화가 행정부를 크게 바꿀 수 있다. 유권자들이 선거의 공정성을 어떻게 인식하는지도 중요성에 중요한 영향을 미치며, 사기 및 부패에 대한 우려는 투표율을 억압할 수 있다. 소수 유권자들은 그들의 집단 정체성과 관련된 쟁점이 정치적으로 중요해질 때 동원되는 경향이 있다.
2017년 실험 연구에 따르면, 18세에서 30세 사이의 등록 유권자에게 다가오는 선거의 후보자에 대한 중요한 정보(후보자 지지 목록 및 캠페인의 5가지 쟁점에 대한 후보자의 정책 입장)가 담긴 유권자 안내서를 보내는 것이 투표율을 0.9%p 증가시켰다. 투표 조언 애플리케이션은 투표율과 투표 선택을 증가시키는 강력한 증거를 가지고 있으며, 투표 지식을 증가시키는 보통의 증거를 가지고 있다.
2018년 연구에 따르면 "투표를 맹세하는 젊은 사람들은 일반적인 투표 독려 자료를 사용하여 접촉하는 사람들보다 투표할 가능성이 더 높다. 전반적으로 투표 맹세는 모든 대상자 중에서 투표율을 3.7%포인트 증가시켰고, 이전에 투표한 적이 없는 사람들에게는 5.6%포인트 증가시켰다."

### 비례성
비례대표제에서는 대부분의 투표가 반영되기 때문에 "사표"가 적고, 따라서 유권자들은 자신의 투표가 변화를 가져올 수 있다는 것을 인지하고 투표를 위해 노력할 가능성이 더 높으며, 전술적 투표를 할 가능성이 더 낮다. 다수제 선거 제도와 비교했을 때, 투표율이 향상되고 인구가 정치 과정에 더 많이 참여한다 약 70%의 경우에 그렇다. 예외는 다수제 시스템이 예를 들어 비례제로 전환하기 전에 이례적으로 많은 경쟁 지역구를 가질 수 있는 경우를 포함한다.

### 다운스의 역설
어떤 한 표가 선거 결과에 영향을 미칠 확률은 낮다. 일부 연구에 따르면 미국 선거인단과 같은 투표 제도에서 단 한 표가 결과에 영향을 미칠 확률은 더욱 낮다. 다른 연구에서는 선거인단이 실제로 투표력을 증가시킨다고 주장한다. 유권자들의 상호 작용 능력을 고려하는 게임 이론을 사용한 연구에서도 어떤 대규모 선거의 예상 투표율은 0이어야 한다는 사실을 발견했다.
사람들이 완전히 합리적으로 행동한다는 의심스러운 가정 하에, 누군가가 투표할 것인지 여부를 결정하는 기본 공식은 다음과 같다.
{\displaystyle PB+D>C,}
여기서
- P는 개인의 투표가 선거 결과에 영향을 미칠 확률이고,
- B는 해당 개인이 선호하는 정당 또는 후보자가 당선될 경우 받을 것으로 예상되는 이득이며,
- D는 원래 민주주의 또는 시민의 의무를 의미했지만, 오늘날에는 개인이 투표를 통해 얻는 모든 사회적 또는 개인적 만족감을 나타내고,
- C는 투표에 수반되는 시간, 노력 및 금전적 비용이다.

대부분의 선거에서 P는 사실상 0에 가깝기 때문에 PB도 0에 가까울 수 있으며, 따라서 D가 사람들이 투표하도록 동기를 부여하는 가장 중요한 요소이다. 사람이 투표하려면 이러한 요소가 C보다 커야 한다. 실험적 정치학에서는 P가 0보다 클 가능성이 있더라도 이 항이 투표율에 영향을 미치지 않는다는 것을 발견했다. 에노스와 파울러(2014)는 주요 정치 직책에서 동점이 발생한 드문 기회를 활용한 현장 실험을 수행했다. 동점을 깨기 위한 특별 선거가 치열할 것이라고 시민들에게 알리는 것(높은 P 항을 의미)은 투표율에 거의 영향을 미치지 않는다.
라이커와 오디슈크는 D에 대한 현대적 이해를 발전시켰다. 그들은 사람들이 투표를 통해 얻는 다섯 가지 주요 만족감을 열거했다: 투표에 대한 사회적 의무를 준수하는 것; 정치 체제에 대한 충성심을 확인하는 것; 당파적 선호도를 확인하는 것 (표현 투표 또는 어떤 결과도 얻기 위함이 아니라 지지를 표현하기 위해 후보자에게 투표하는 것으로도 알려져 있음); 정치 체제에 대한 자신의 중요성을 확인하는 것; 그리고 정치를 흥미롭고 재미있게 여기는 사람들을 위해, 연구하고 결정을 내리는 것. 다른 정치학자들은 이후 다른 동기 부여 요소를 추가하고 라이커와 오디슈크의 가정 중 일부에 의문을 제기했다. 이 모든 개념은 본질적으로 불명확하여 사람들이 투표를 선택하는 정확한 이유를 파악하기 어렵다.
최근 몇몇 학자들은 B가 결과에 대한 개인적인 관심뿐만 아니라 사회 내 다른 사람들의 복지(또는 적어도 자신이 선호하는 집단이나 정당의 다른 구성원)에 대한 관심도 포함할 가능성을 고려했다. 특히, 피험자의 이타주의를 독재자 게임으로 측정한 실험에서는 타인의 복지에 대한 관심이 투표율 예측의 주요 요인이라는 것을 보여주었다. 그리고 정치 참여. 이러한 동기는 D와는 다르다. 왜냐하면 유권자들은 자신의 투표 행위 자체가 아니라 선거 결과로부터 다른 사람들이 이득을 얻는다고 생각해야 하기 때문이다.

### 습관
투표율 차이는 시간이 지나도 지속되는 경향이 있다. 사실, 개별 투표율의 가장 강력한 예측 변수는 이전 선거에서 투표했는지 여부이다. 그 결과, 많은 학자들은 투표율을 특히 젊은 성인들 사이에서 학습되거나 습관화될 수 있는 습관적인 행동으로 생각한다.

### 유년기 영향
연구에 따르면 아동의 사회성 기술을 향상시키고 고품질 유아 교육 프로그램에 등록하는 것이 성인으로서의 투표율을 증가시킨다는 사실이 밝혀졌다.

### 인구 통계

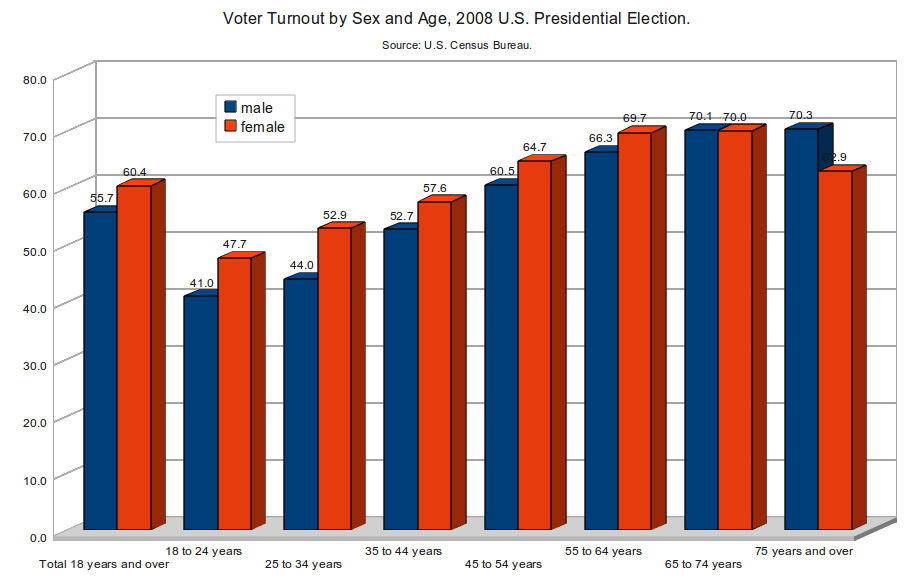
2008년 미국 대통령 선거의 연령 및 성별 투표율

투표율은 나이가 들수록 상당히 증가하는 경향이 있다. 일부 국가에서는 40세 미만 여성의 투표율이 40세 미만 남성보다 높지만, 이 성별 격차는 나이가 많아질수록 역전될 수 있다.
일부는 교육과 소득 격차를 고려할 때 민족성과 인종이 거의 영향을 미치지 않는다고 본다.
2018년 연구에 따르면, 교육이 평균 투표율을 증가시키지는 않았지만, 사회경제적 지위가 낮은 가구 출신 개인들의 투표율은 높였다. 직업은 투표율에 거의 영향을 미치지 않지만, 많은 국가에서 공무원의 투표율이 더 높다는 점은 주목할 만한 예외이다.
투표율에는 지역적 차이도 있을 수 있다. 오스트레일리아, 캐나다, 미국, 러시아와 같이 대륙을 가로지르는 국가에서 발생하는 한 가지 문제는 시간대 문제이다. 캐나다는 투표소가 아직 폐쇄되지 않은 지역에서의 선거 결과 방송을 금지했으며, 이 금지는 캐나다 대법원에서 지지되었다.

### 선거 간의 차이
국가 내에서도 개별 선거 간에 투표율의 중요한 차이가 있을 수 있다. 국가 행정부의 통제가 걸려 있지 않은 선거는 일반적으로 투표율이 훨씬 낮다. 종종 총선의 절반 수준에 그친다. 비주기 지방 및 주 선거와 중간 보궐선거는 일반적으로 투표율이 낮으며, 초국가적 유럽 연합 의회 선거도 마찬가지이다. 이는 EU 정부의 행정부와는 별개이다. 미국에서는 중간 의회 선거가 대통령 선거와 동시에 치러지는 의회 선거보다 훨씬 낮은 투표율을 보인다. 결선투표 또한 투표율이 낮은 경향이 있다.

### 경선의 경쟁력
이론적으로 투표율을 높일 가능성이 가장 높은 요인 중 하나는 접전이다. 다운스의 근접성 가설과 도구적 투표의 개념에 따르면, 유권자들은 선거 참여의 비용과 이점을 합리적으로 추정한다. 선거 결과가 접전일 것으로 예상되고 유권자들이 자신의 투표가 결과에 결정적일 수 있다고 믿을 경우 이점이 비용을 초과한다. 또한, 이러한 선거에서는 정당들이 동원 노력을 증가시킨다. 도구적 투표의 논리는 모든 선거에 적용되지만, 민주주의와 다수제 선거 제도에서 그 효과가 더욱 두드러진다.
2004년 미국 대통령 선거가 그 예이다. 격렬하게 양극화된 유권자들과 모든 여론조사가 조지 W. 부시 대통령과 민주당 도전자 존 F. 케리 간의 접전을 보여주면서, 이 선거의 투표율은 약 60%에 달했고, 그 결과 양 후보 모두 역대 최고 득표수(부시는 약 6,200만 표, 케리는 5,900만 표)를 기록했다. 그러나 이 경선은 또한 논쟁적인 사회 문제들이 투표율에 미칠 수 있는 영향력을 보여준다. 예를 들어, 반노예제 후보인 에이브러햄 링컨이 당선된 1860년의 투표율은 역대 두 번째로 높았다(81.2%, 1876년의 81.8%에 이어). 그럼에도 불구하고, 예측 가능한 선거 결과(한 표가 차이를 만들 수 없다고 여겨지는 경우)가 투표율을 낮추는 결과를 초래했다는 주장을 뒷받침하는 증거가 있다. 예를 들어 빌 클린턴의 1996년 재선(1924년 이후 미국에서 가장 낮은 투표율을 기록), 2001년 영국 총선, 2005년 유럽 헌법에 대한 스페인 국민투표 등이 그러하다. 이 모든 선거는 낮은 투표율 속에서 결정적인 결과를 낳았다.
2020년 NBER 논문은 스위스 국민투표의 증거를 검토하여, 유권자들이 선거가 접전이 될 것이라는 인식이 투표율을 높였다는 사실을 발견했다. 칸톤 및 투표 고정 효과를 통제한 결과, 연구는 "접전 여론조사에 대한 칸톤 신문 보도가 투표율을 통계적으로 유의미하게 증가시킨다"고 결론지었다.

### 이전 수감 이력
2017년 Journal of Politics의 한 연구는 미국에서 수감이 선거 투표율에 유의미한 영향을 미치지 않는다는 것을 발견했다. 즉, 전과자들은 교도소 수감 후 투표할 가능성이 줄어들지 않았다. 또한 미국에서는 수감, 보호관찰, 그리고 중범죄 기록으로 인해 500만~600만 명의 미국인들이 투표권을 박탈당하고 있으며, 개혁으로 인해 점점 더 많은 주들이 중범죄 기록이 있는 사람들이 투표할 수 있도록 허용하고 있지만, 수감된 사람들의 투표는 거의 허용되지 않는다.

### 날씨와 시간
악천후가 투표율에 영향을 미치는지에 대해서는 연구 결과가 엇갈린다. 강수가 투표율을 감소시킬 수 있다는 연구도 있지만, 이 효과는 일반적으로 상당히 미미하며, 대부분의 연구에서 비 1밀리미터당 투표율이 0.015~0.1%포인트 감소한다고 나타났다. 그러나 최소 두 연구에서는 날씨 변화가 투표율을 감소시킨다는 증거를 찾지 못했다. 2011년 연구에서는 "비가 투표율을 평균적으로 감소시키지만, 경쟁적인 선거에서는 그렇지 않다"는 사실을 발견했다. 일부 연구는 또한 기온이 투표율에 미치는 영향을 조사했으며, 일부는 기온이 증가하면 투표율이 완만하게 증가한다는 것을 발견했다. 그러나 일부 다른 연구에서는 기온이 투표율에 유의미한 영향을 미치지 않는다는 것을 발견했다. 이러한 투표율 변화는 정당에도 영향을 미칠 수 있다. 2017년 아메리칸 폴리틱스 리서치 저널의 한 연구에 따르면, 비가 공화당 득표율을 증가시켰는데, 이는 민주당 유권자들보다 공화당 유권자들 사이에서 투표율을 더 많이 감소시켰기 때문이었다. 네덜란드와 독일의 연구에서도 날씨로 인한 투표율 감소가 우익에 유리하다는 사실을 발견했지만, 스페인 연구에서는 반대 관계를 발견했다.
계절과 요일(많은 국가에서 모든 선거를 같은 요일에 치르지만)도 투표율에 영향을 미칠 수 있다. 주말과 여름 선거는 인구의 더 많은 부분이 휴가를 가거나 정치에 무관심하여 투표율이 낮다. 국가들이 고정된 선거 날짜를 정할 때, 투표율을 극대화하기 위해 보통 봄이나 가을의 주중에 정한다. 선거 간 투표율 변화는 미미한 경향이 있다. 경쟁력, 날씨, 연중 시기와 같은 요인이 투표율을 5%포인트 이상 증가 또는 감소시키는 경우는 극히 드물며, 이는 사회 내 집단 간의 차이나 국가 간 투표율 차이보다 훨씬 작다.

### 가구 사회화
2018년 American Political Science Review의 한 연구에 따르면, 새로 참정권을 얻은 유권자의 부모는 "투표할 가능성이 2.8%포인트 더 높아진다"고 한다. Political Behavior 저널의 2018년 연구에 따르면, 가구원 수가 증가하면 가구 구성원의 투표 성향이 증가하는 것으로 나타났다.
2018년 PlosOne 연구에 따르면, "같은 당파 배우자와 결혼한 당원은 투표할 가능성이 더 높다. 이러한 현상은 비당파 등록 배우자가 참여할 수 없는 폐쇄형 예비 선거에서 특히 두드러진다."

### 비밀 선거
2018년 연구에 따르면, 미국의 투표 독려 단체들이 비밀 선거를 강조하고 투표를 독려하는 메시지를 보낼 경우, 최근 등록된 비유권자들의 투표율이 약 1%포인트 증가했다.

### 기권
일부 사람들은 투표하지 않는 것에 대해 철학적, 도덕적, 실용적인 이유를 들며, 일반적으로 투표에 대한 장애물 때문이지만, 기권의 실용적인 이유 중 일부는 유권자 선호도를 효율적으로 포착하지 못하는 투표 시스템 설계의 결함에서 발생하는 드물고 예측하기 어려운 상황과 더 관련이 있다.

## 투표율 증가 방안

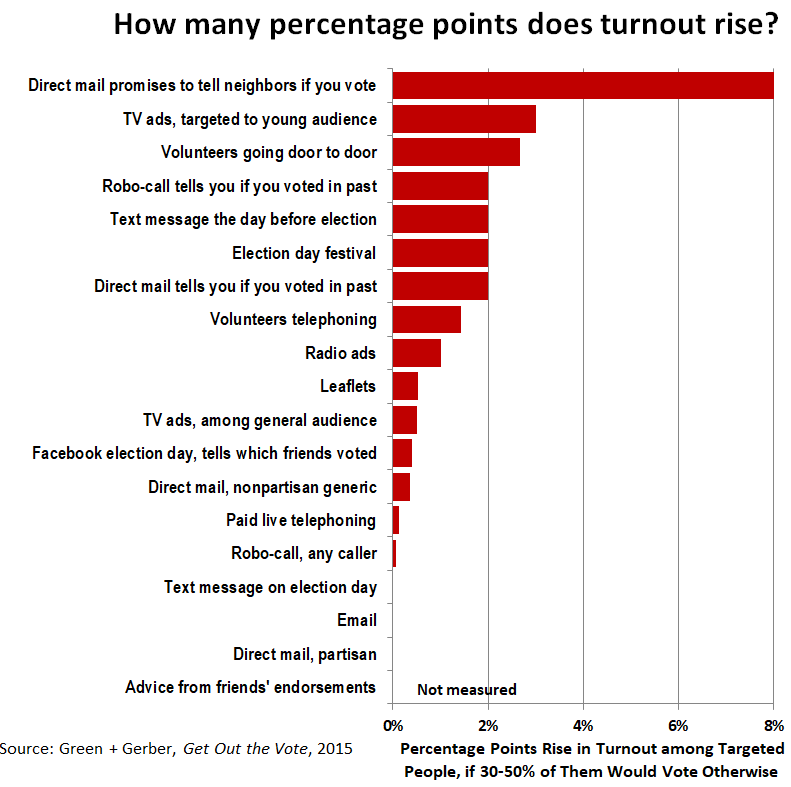
투표율을 높이는 방법

투표율을 높이기 위해 다양한 방안이 제안되었다. 그중 하나는 잠재적 유권자들에게 더 많은 시간과 자유를 주기 위해 선거일을 공휴일로 지정하는 것이다. 이는 선거일을 공휴일로 지정하지 않는 미국보다 투표율이 높은 여러 민주주의 국가에서 시행되었다.
유권자 등록은 민주적 참여의 장벽이 되는 것으로 밝혀졌다. 따라서 선거 투표율을 높이기 위해 제안된 또 다른 방법은 자동 유권자 등록이며, 이는 전 세계 여러 민주주의 국가에서 시행된 방법이다. 연구에 따르면 유권자 등록이 증가하면 선거 투표율이 높아지는 것으로 나타났다.
투표율을 높이기 위한 또 다른 제안된 방안은 현재 다수제를 사용하는 국가들이 비례대표제로 전환하는 것이다. 비례대표제를 사용하는 국가들은 그렇지 않은 국가들보다 투표율이 더 높다. 이에 대한 이유는 유권자들이 "투표에서 더 의미 있는 선택을 할 수 있다고 느끼기" 때문이며, 비례 선거 시스템이 더 큰 유권자 대표성을 가져온다는 것이다.
일부 연구에서는 우편 투표가 유권자들에게 선거가 진행 중임을 알리고 투표를 더 쉽게 만들어 지방 선거의 투표율을 높인다는 사실을 발견했다. 우편 투표는 더 큰 선거에서는 혼합된 효과를 보인다.

## 국가별 투표율
| 오스트레일리아 연방 선거 투표율 (%) |       |       |
| 연도                                | 상원  | 하원  |
| 1983                                | 94.64 | 94.64 |
| 1984                                | 94.55 | 94.19 |
| 1987                                | 94.34 | 93.84 |
| 1990                                | 95.81 | 95.31 |
| 1993                                | 96.22 | 95.75 |
| 1996                                | 96.20 | 95.77 |
| 1998                                | 95.34 | 94.99 |
| 2001                                | 95.20 | 94.85 |
| 2004                                | 94.82 | 94.32 |
| 2007                                | 95.17 | 94.76 |
| 2010                                | 93.83 | 93.22 |
| 2013                                | 93.88 | 93.23 |
| 2016                                | 91.93 | 91.01 |
| 2019                                | 92.48 | 91.89 |
| 2022                                | 90.47 | 89.82 |
| 출처: 오스트레일리아 선거관리위원회 |       |       |

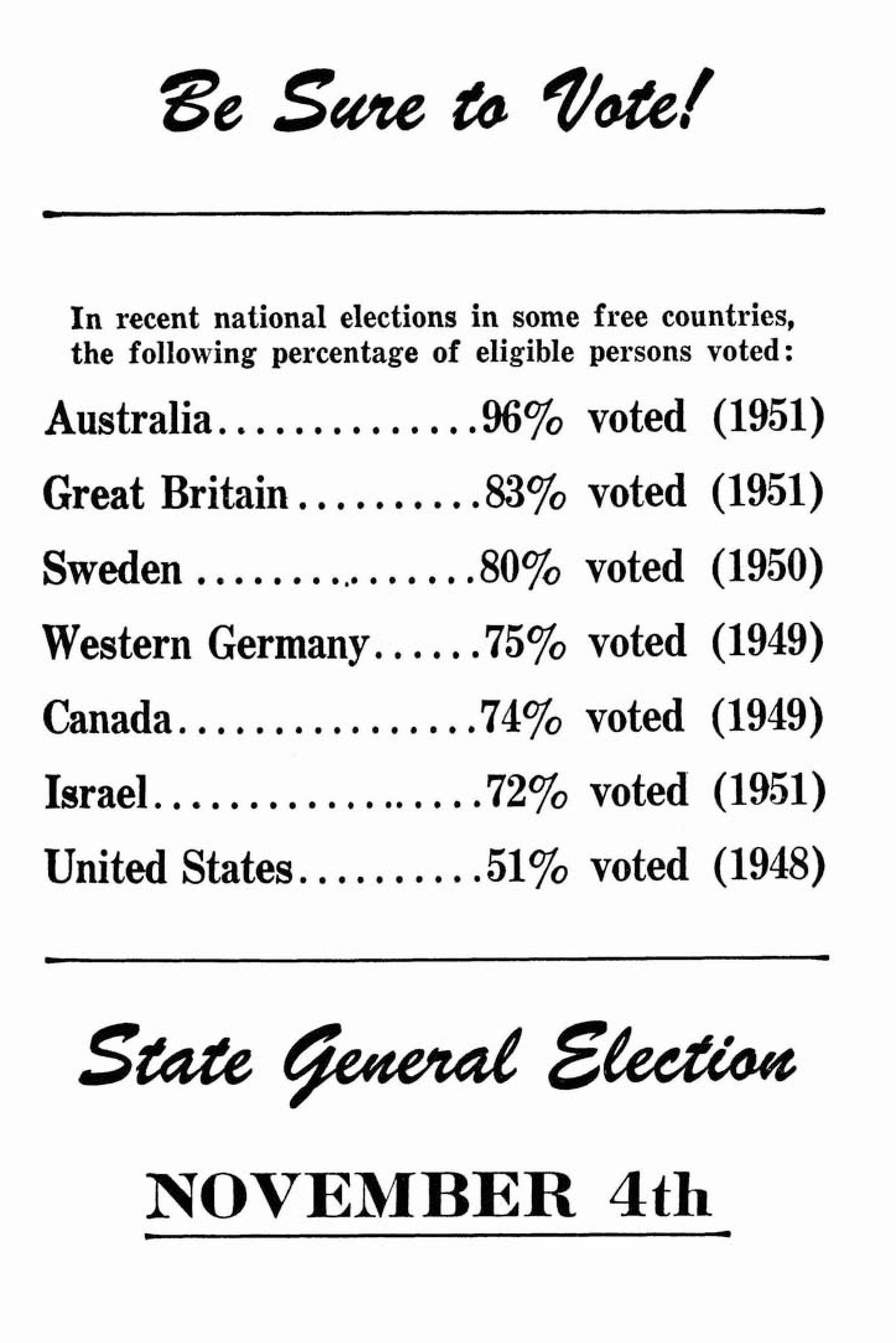
1952년 미국 유권자 팸플릿 중 여러 국가의 투표율을 비교한 페이지

투표율은 국가마다 상당히 다르다. 국가 및 선거별 투표율을 담은 데이터 세트 중 하나는 V-Dem 민주주의 지수의 선거 투표율 지표이다. 북미, 아시아, 라틴 아메리카에서는 대부분의 유럽 및 오세아니아 국가보다 낮은 경향이 있다. 1945년에서 1997년 사이의 모든 의회 선거를 기준으로 서유럽은 평균 77%의 투표율을 보였고, 남미와 중앙아메리카는 약 54%를 기록했다. 국가 간의 차이는 국가 내 계층, 민족 집단 또는 지역 간의 차이보다 큰 경향이 있다. 혼란스럽게도, 내부적인 차이를 야기하는 일부 요인들은 전 세계적 수준에서는 적용되지 않는 것으로 보인다. 예를 들어, 교육 수준이 높은 인구를 가진 국가들이 더 높은 투표율을 보이는 것은 아니다. 이러한 국제적 차이의 두 가지 주요 원인은 문화와 제도이다. 그러나 다양한 요인의 상대적 영향에 대해서는 많은 논쟁이 있다.
1998년 이전에는 항상 높은 투표율(87% 이상)을 보였지만 2014년에는 70% 초반으로 떨어졌던 인도네시아는, 2019년 인도네시아 총선에서 1억 5,800만 명 이상이 같은 날 투표하여 사상 최고 투표율을 기록했으며, "세계에서 가장 복잡한 하루 선거"라고 불렸다.
부와 문해율은 투표율에 어느 정도 영향을 미치지만, 신뢰할 수 있는 척도는 아니다. 앙골라와 에티오피아와 같은 국가들은 오랫동안 높은 투표율을 보였지만, 부유한 유럽 국가들도 마찬가지이다. 유엔 인간 개발 지수는 더 높은 생활 수준과 더 높은 투표율 사이에 어느 정도 상관관계가 있음을 보여준다. 민주주의의 나이도 중요한 요인이다. 선거는 인구의 상당한 참여를 요구하며, 투표라는 문화적 습관과 관련 선거 절차에 대한 이해 및 신뢰를 발전시키는 데는 시간이 걸린다. 이 요인은 동유럽과 라틴 아메리카의 신생 민주주의 국가에서 투표율이 낮은 이유를 설명할 수 있다. 투표의 많은 동기는 시민 의식에서 비롯되며, 이는 발전하는 데 수십 년이 걸릴 수 있는 시간과 특정 사회적 조건을 필요로 한다.
- 정부에 대한 신뢰
- 인구 중 당파성의 정도
- 정치에 대한 관심
- 투표의 정치적 효능감에 대한 믿음[123]

인구 통계학도 영향을 미친다. 노년층은 청년층보다 더 많이 투표하는 경향이 있으므로, 유럽과 같이 평균 연령이 다소 높은 사회는 미국과 같이 다소 젊은 국가보다 투표율이 높다. 이동성이 더 높은 인구와 결혼율이 낮은 인구는 투표율이 낮은 경향이 있다. 고도로 다문화적이고 다국어적인 국가에서는 전국 선거 운동이 모든 인구 계층을 참여시키기 어려울 수 있다.
선거의 본질 또한 국가마다 다르다. 미국에서는 네거티브 캠페인과 인신공격이 다른 곳보다 흔하며, 이는 투표율을 억압할 수 있다. 투표 독려 노력과 대량 마케팅에 중점을 두는 것은 투표율에 중요한 영향을 미칠 수 있다. 당파성은 투표율에 중요한 동력이 되며, 강한 당파성을 가진 사람들이 투표할 가능성이 더 높다. 정치적 충성심이 계급, 민족, 언어 또는 종교적 충성심과 밀접하게 연관된 국가에서 투표율은 더 높은 경향이 있다. 다당제가 발전한 국가에서도 투표율이 더 높은 경향이 있다. 노동계급에 특별히 맞춰진 정당이 있는 국가에서는 유권자들이 모든 유권자에게 호소하려는 빅 텐트 정당만 선택할 수 있는 국가보다 해당 계급의 투표율이 더 높은 경향이 있다. 2010년 스웨덴 총선 캠페인 기간 동안 실시된 4차례의 패널 연구는 연령대별 미디어 사용에 명확한 차이가 있음을 보여주었으며, 정치 소셜 미디어 사용과 전통 미디어의 정치 뉴스에 대한 관심이 시간이 지남에 따라 정치 참여를 증가시킨다는 것을 보여주었다. 소셜 미디어가 항상 효과적으로 사용되는 것은 아니며 때로는 선거 결과에 부정적인 영향을 미칠 수도 있다. 미국에서 버락 오바마는 첫 대통령 선거 운동 기간 동안 페이스북을 효과적으로 활용하여 정치 캠페인에서 소셜 미디어 사용을 활성화했다. 소셜 미디어의 활용과 소셜 미디어가 캠페인에 미치는 부정적인 영향은 2020년 미국 선거에서 나타났다.

## 참고 자료
- Franklin, Mark N. "Electoral Engineering and Cross National Turnout Differences." British Journal of Political Science. 1999.
- Kanazawa, Satoshi. "A Possible Solution to the Paradox of Voter Turnout." The Journal of Politics.
- Lijphart, Arend. "Unequal Participation: Democracy's Unresolved Dilemma." American Political Science Review. vol. 91 (March 1997): 1–14. p. 12
- McDonald, Michael and Samuel Popkin. "The Myth of the Vanishing Voter." American Political Science Review. 2001.
- Niemi, Richard G. and Herbert F. Weisberg. eds. Controversies in Voting Behavior. Washington, D.C.: CQ Press, 2001.
- Norris, Pippa. Elections and Voting Behaviour: New Challenges, New Perspectives. Aldershot: Ashgate, Dartmouth, 1998.
- Rose, Richard, ed. Electoral Participation: A Comparative Analysis. Beverly Hills: Sage Publications, 1980.
- Wolfinger, Raymond E. and Steven J. Rosenstone. 1980. Who Votes? New Haven, CT: Yale University Press.
- Wolfinger, R., Glass, D., Squire, P. (1990). Predictors of electoral turnout:an international comparison. Policy Studies Review, 9(3), p551–574, 24p
- Highton, B. (1997). 《Easy registration and voter turnout》. 《The Journal of Politics》 59. 565–575쪽. doi:10.1017/s0022381600053585. S2CID 154699757.

## 더 읽어보기
- Charles Q. Choi (November 2007). “The Genetics of Politics”. 《사이언티픽 아메리칸》 (Print) (Scientific American, Inc.). 18, 21면. ...the desire to vote or abstain from politics might largely be hardwired into our biology
- Philip Lampi (2008년 5월 29일). “A New Nation Votes: American Elections Returns 1787–1825”. 《Digital Collections and Archives》. 터프츠 대학교. 2011년 2월 2일에 원본 문서에서 보존된 문서. 2008년 6월 24일에 확인함. A New Nation Votes is a searchable collection of election returns from the earliest years of American democracy.
- “The Power Report”. 《makeitanissue.org.uk》. The Power Inquiry. 2007년 1월 19일. 2007년 12월 8일에 원본 문서에서 보존된 문서. 2008년 6월 24일에 확인함. The Power Commission was established to discover what is happening to our democracy. It sought to establish why people were disengaging from formal democratic politics in Britain and how these trends could be reversed.
- “Voter Turnout”. 《ElectionGuide》. 국제선거제도재단. 2008년 6월 7일에 원본 문서에서 보존된 문서. 2008년 6월 24일에 확인함. ...ElectionGuide is the most comprehensive and timely source of verified election information and results available online.
- “Voter Turnout”. 《FairVote》. Voting and Democracy Research Center. 2021년 3월 10일에 원본 문서에서 보존된 문서. 2008년 6월 24일에 확인함. Voter Turnout is a fundamental quality of fair elections and is generally considered to be a necessary factor for a healthy democracy.
- “Voter Turnout”. 《International IDEA website》. 국제민주선거지원기구. 2008년 6월 16일. 2008년 12월 10일에 원본 문서에서 보존된 문서. 2008년 6월 23일에 확인함. The International IDEA Voter Turnout Website contains the most comprehensive global collection of political participation statistics available.
- Michael McDonald (2008년 4월 1일). “Voter Turnout”. 《United States Elections Project》. 2008년 5월 14일에 원본 문서에서 보존된 문서. 2008년 6월 24일에 확인함. Statistics on voter turnout presented here show that the much-lamented decline in voter participation is an artifact of the way in which it is measured.
- Rhonda Parkinson (2007년 3월 1일). “Voter Turnout in Canada”. 《Maple Leaf Web》. 2008년 6월 23일에 확인함. Since the 1980s, voter turnout in federal elections has fallen sharply.